# Calamanthus montanellus
A Calamanthus montanellus a madarak osztályának verébalakúak (Passeriformes) rendjébe és az ausztrálposzáta-félék (Acanthizidae) családjába tartozó faj. A családot egyes szervezetek a gyémántmadárfélék (Pardalotidae) családjának, Acanthizinae alcsaládjáként sorolják be.

## Rendszerezése
A fajt Alexander William Milligan ausztráliai ornitológus írta le 1903-ban. Calamanthus campestris montanellus néven is szerepelt.

## Előfordulása
Ausztrália délnyugati részén honos. A természetes élőhelye száraz szavannák és cserjések.

## Megjelenése
Testhossza 11,5-13,5 centiméter, testtömege 14 gramm.

## Életmódja
Nagyrészt rovarokkal táplálkozik, de magvakat is fogyaszt.